# Bertel Nørgaard
Bertel Lavstsen Nørgaard (18. august 1805 – 31. oktober 1862) var en dansk storbonde og politiker.
Han var gårdejer til Vestergård i Krejbjerg Sogn, branddirektør og oprettede 1851 en af Danmarks første højskoler på sin gård. Han tilhørte de yderliggående Bondevenner og blev valgt til Den Grundlovgivende Rigsforsamling 1848, til Folketinget for Skivekredsen fra det første valg i 1849, blev genvalgt lige siden (med undtagelse af 1854, hvor han ikke stillede op) og skiftede siden til Landstinget 1858, hvor han sad til sin død 1862.
Han var gift med Bodil Jensdatter.
Nørgaard er begravet på Krejberg Kirkegård.